# Pico Jengish Chokusu
O Pico Jengish Chokusu é a mais alta montanha da cordilheira Tian Shan e a 60.ª mais alta do mundo. Fica na fronteira entre o Quirguistão e a China, na subcordilheira Kokshaal-Too, a sudeste do lago Issyk Kul.

## Nomes
O nome oficial da montanha na língua quirguiz é Jengish Chokosu, que significa "Pico da Vitória". Durante a era soviética o nome em língua russa era Pik Pobedy (ou Pico Pobeda), que significa "Pico da Vitória". Em língua uigur, é dito como Tömür, que é também o nome oficial na China. Em chinês o nome diz-se e escreve-se Tuōmù'ěr Fēng 托木尔峰, transcrição do nome uigur.
A norte do Jengish Chokusu só há outras montanhas que ultrapassa os 7000 m de altitude, o Khan Tengri (que se julgava ser mais alto do que o Jengish Chokusu).
Esta é uma das montanhas cuja escalada é necessária para receber o Prémio Leopardo das Neves.